# سوروني (دوديكانيسوس)
سوروني (Σορωνή) هي مدينة في دوديكانيسوس في اليونان.